# Мачак Природњак
Мачак Природњак (енгл. Nature Cat) је образовна анимирана телевизијска серија намењена деци узраста од 3 до 8 година. Прати авантуре четири главна јунака које предводи насловни Мачак Природњак.
Приказивање је почело 25. новембра 2015. године. Остварила је велики успех, док је прву епизоду пратило преко три милиона гледалаца. Била је номинована за награду Дневни Еми.

## Епизоде
| Сезона | Сезона   | Епизоде | Епизоде | Оригинално емитовање | Оригинално емитовање |
| Сезона | Сезона   | Епизоде | Епизоде | Премијера            | Финале               |
| ------ | -------- | ------- | ------- | -------------------- | -------------------- |
|        | 1.       | 40      | 40      | 25. новембар 2015.   | 15. септембар 2017.  |
|        | 2.       | 21      | 21      | 1. јануар 2018.      | 17. април 2019.      |
|        | 3.       | 15      | 15      | 18. април 2019.      | 4. јун 2021.         |
|        | 4.       | н. п.   | н. п.   | 9. мај 2022.         | н. п.                |
|        | Специјал | 3       | 3       | 29. новембар 2019.   | 29. новембар 2019.   |